# Podmnožina

B je podmnožina A, A je nadmnožina B

V matematice se jako podmnožina množiny A označuje taková množina B, o jejíchž všech prvcích platí, že jsou zároveň i prvky množiny A. Obdobně se může množina A označit jako nadmnožina množiny B. Tato fakta značíme {\displaystyle B\subseteq A}, případně {\displaystyle A\supseteq B}. Relace „být podmnožinou“ se nazývá také inkluze.
Každá množina je svojí podmnožinou. Podmnožina množiny B, která jí není rovna, se označuje jako vlastní podmnožina množiny B. Tzn. žádná množina není svojí vlastní podmnožinou. Relace "být vlastní podmnožinou" se též nazývá ostrá inkluze.

## Formální definice
{\displaystyle B\subseteq A\Leftrightarrow (\forall X)(X\in B\implies X\in A)}

{\displaystyle B\subset A\Leftrightarrow (B\subseteq A\land (B\neq A))}

## Způsoby zápisu
Existují dva obvyklé způsoby zápisu podmnožin: Ve starším systému se symbolem „⊂“ označuje jakákoli podmnožina, zatímco symbolem „⊊“ se označuje vlastní podmnožina. V novějším systému se symbolem „⊂“ označuje vlastní podmnožina (ostrá inkluze), zatímco pro označení obecné podmnožiny se používá symbol „⊆“ (analogický např. k „≤“).

## Příklady
- Množina { 1, 2, 3 } je vlastní podmnožinou množiny { 0, 1, 2, 3 }.
- Množina všech celých čísel je vlastní podmnožinou množiny všech reálných čísel.
- Množina všech prvočísel větších než 500 je vlastní podmnožinou všech lichých čísel.
- Množina { 2 } je podmnožinou množiny sudých prvočísel (ovšem nikoli vlastní podmnožinou, protože je jí rovna).
- Množina českých prezidentů je vlastní podmnožinou množiny hlav evropských států.
- Prázdná množina je podmnožinou každé množiny.

## Vlastnosti
Relace {\displaystyle \subseteq } je uspořádání na množině všech podmnožin (tj. na potenční množině) libovolně zvolené množiny – to znamená, že splňuje pravidla reflexivity, tranzitivity a slabé antisymetrie.

Na druhé straně existují na každé množině s alespoň dvěma různými prvky takové podmnožiny, které nejsou srovnatelné – {\displaystyle \neg (S_{1}\subseteq S_{2})\land \neg (S_{2}\subseteq S_{1})}. To znamená, že {\displaystyle \subseteq } není úplné, ale pouze částečné uspořádání.

Prázdná množina je nejmenším prvkem libovolné potenční množiny vzhledem k uspořádání {\displaystyle \subseteq }.